# Scenopinus adventicius
Scenopinus adventicius is een vliegensoort uit de familie van de venstervliegen (Scenopinidae). De wetenschappelijke naam van de soort is voor het eerst geldig gepubliceerd in 1960 door D.E. Hardy.